# Liana Kerzner
Liana Kerzner (Ontario, 15 de febrero de 1978) es una youtuber, presentadora, periodista y crítica de videojuegos y cosplayer canadiense. Fue coanfitriona de la última temporada del programa de variedades Ed's Night Party con su esposo Steven Joel Kerzner (Ed the Sock).

## Biografía
Nació en la ciudad de Toronto, en la región canadiense de Ontario, en febrero de 1978. Cuando sus padres se divorciaron, se mudó con su madre y su hermana a Knoxville (Tennessee) y Athens (Georgia) antes de regresar a Toronto. Estudió brevemente literatura inglesa y antropología en la Universidad de York.
Comenzó a salir con Steven Kerzner en 1995, después de conocerse en un bar. En 1997 abandonó sus estudios académicos, cuando fue contratada para trabajar detrás de escena en Ed's Night Party con Kerzner, con quien se casó en 1999. Él la nombró su coproductora y coescritora principal de Night Party y en 2004 se unió a Ed the Sock, con la voz de su esposo, para convertirse en la primera copresentadora del programa, que pasó a llamarse Ed & Red's Night Party para lo que se convertiría en su última temporada. Kerzner también participó en muchos de los otros proyectos de medios de Ed the Sock, incluidos los especiales anuales de Fromage y Smartass: The Ed the Sock Report, ambos transmitidos en el canal de televisión de programas de variedades y música por cable canadiense Much.
Escribió la serie de Accidental Comics Ed and Red's Comic Strip, y ha aparecido en varias convenciones de fanes de cómics y ciencia ficción para promover el cómic y Ed's Night Party. Entre otoño de 2009 y septiembre de 2010, Liana y Steven Kerzner fueron los presentadores del programa de radio semanal Sunday Nights en Newstalk 1010 en Toronto. Después de dos años fuera del aire, Ed the Sock regresó a la televisión en CHCH-DT con un nuevo programa, This Movie Sucks!, similar a su antiguo programa. El programa duró dos temporadas y un total de 15 episodios. En 2012, Ed the Sock y Liana K regresaron a CHCH con la serie de corta duración I Hate Hollywood.
Liana K escribió sobre los videojuegos y la industria de los videojuegos para Metaleater, y ha escrito como crítica de videojuegos para 411MANIA y GamingExcellence, también sobre juegos de rol de acción en vivo y de mesa. También ha sido colaboradora de otros medios de juego, como Gameranx y Polygon.
Según Kerzner, también trabajó anteriormente en convenciones. Coeditó la colección de cuentos de ciencia ficción y fantasía Wrestling with Gods: Tesseracts Anthology con Jerome Stueart en 2014.
Kerzner ha sido invitada y presentadora en varios eventos de cómics y ciencia ficción en todo Canadá, por lo general apareciendo vestida con cosplays basados en personajes de cómic. Ella y Ed the Sock fueron nombrados coanfitriones de los premios Constellation Awards 2007. También organizó y fue anfitriona de la ceremonia de los Premios Aurora en la 67.ª Convención Mundial de Ciencia Ficción en 2009. Fue cofundadora de la convención anual de ciencia ficción Futurecon de Toronto en 2010 y la presidió hasta que dejó de existir en 2012. Fue también patrocinada por la empresa de su marido, Kerzner MediArts.
El personaje del cómic de Secret Six, Liana Kerzner, una estríper pelirroja contratada para saltar de un pastel vestida como Knockout, la novia muerta de Scandal Savage, recibió su nombre. Savage rechazó sus avances, pero luego ve a la estríper en un supermercado, y cuando Knockout resucita invita a Liana a entablar una relación polígama con ellos. Ella estuvo de acuerdo, pero la historia no fue revisada.
Liana K se identifica como una feminista de sexo positivo, y sus pasatiempos incluyen coleccionar figuras de acción y otros juguetes. También ha criticado la serie Tropes vs Women in Video Games de Anita Sarkeesian en su propia serie llamada Why Feminist Frequency Almost Made Me Quit Writin. Otras series incluían los apartados A Gamer's Guide to Feminism, y Lady Bits.